# Pontifícias Obras Missionárias
As Pontifícias Obras Missionárias (POM) são a instituição da Santa Sé, dependente do Dicastério para a Evangelização, especificamente da Seção para a primeira evangelização e novas igrejas particulares, que visa promover a responsabilidade missionária de todos os fiéis católicos e ajudar as novas igrejas particulares. É presidido pelo Secretário Adjunto desta Seção, e é composto por quatro obras missionárias: Propagação da Fé, Santa Infância, São Pedro Apóstolo e União Missionária, cada uma delas com identidade própria e finalidades específicas.
As Pontifícias Obras Missionárias estão organizadas em nível internacional, nacional e diocesano. A gestão e distribuição equitativa dos fundos obtidos para as missões cabe ao seu Presidente.

## História
As Pontifícias Obras Missionárias têm a sua origem na Sociedade da Propagação da Fé fundada em Lyon em 1822 pela Beata Pauline Jaricot, que rapidamente se difundiu primeiro na França e depois em outros países e foi reconhecida e elogiada pelos Papas Pio VII, Leão XII, Pio VIII, que recomendavam-no calorosamente e enriqueceram-no com indulgências.
O Papa Leão XIII, na encíclica Sancta Dei civitas, de 3 de dezembro de 1880, na que impulsiona o trabalho missionário escreve a ajuda que prestam a essa tarefa tanto a Obra para a Propagação da Fé, a da Santa Infância de Cristo e as Escolas do Oriente. O Papa Bento XV com a Carta Apostólica Maximum Illud, de 30 de novembro de 1919, na que orienta e exorta o trabalho missionário, se refere às quatro Obras Missionárias mas sem lhes dar ainda o caráter de Pontifícias.
O Papa Pio XI mediante o motu proprio Romanorum Pontificium, de 3 de maio de 1922, reconhece a Obra de Propagação da Fé como pontificia, fixa sua sede em Roma, no Palazzo di Propaganda Fide, e o dota de estatutos que, em suas linhas principais, tiveram continuidade naqueles que governam as quatro Obras Missionárias Pontifícias. O mesmo papa, com o motu proprio Vix ad Summum Pontificatus, de 24 de junho de 1829, reconheceu a Obra do Apóstolo São Pedro como pontifícia dotando-lhe dos correspondentes estatutos e, com o mesmo motu proprio, da mesma data a Decessor Noster, estabeleceu um Comitê Supremo para a coordenação das obras pontifícias para a Propagação da Fé e do Apóstolo São Pedro.
Já o Papa João Paulo II, em 26 de junho de 1980, aprovou os Estatutos que regulam as quatro obras missionárias, como uma única entidade, cuja revisão era prevista a cada cinco anos. Várias circunstâncias fizeram que se propusesse essa revisão e fosse no vigésimo-quinto aniversário dessa aprovação, quando entraram em vigor os novos estatutos.

### Brasil
As Pontifícias Obras Missionárias foram criadas no Brasil em 20 de novembro de 1978, por iniciativa dos superiores provinciais das congregações: Missionários da Consolata, Missionários Combonianos, Missionários do Verbo Divino, Missionários Xaverianos, Missionárias da Imaculada e PIME (Pontifício Instituto para as Missões Estrangeiras).
A primeira sede nacional foi em São Paulo. Em maio de 1979 decidiu-se criar uma filial em Brasília para facilitar o diálogo e comunhão com a Conferência Nacional dos Bispos do Brasil. Em 1993 ocorre a transferência da sede de São Paulo para Brasília. 